# فرودگاه وارنتن–فوکیر
فرودگاه وارنتن-فوکیر  (به انگلیسی: Warrenton-Fauquier Airport)  یک فرودگاه همگانی باربری  است که یک باند فرود آسفالت دارد و طول باند آن ۱۵۲۴ متر است. این فرودگاه در  کشور ایالات متحده آمریکا قرار دارد و در ارتفاع ۱۰۲ متری از سطح دریا واقع شده است.